# Druga Liga 1981-1982
La Druga savezna liga SFRJ 1981-1982, conosciuta semplicemente come Druga liga 1981-1982, fu la 36ª edizione della seconda divisione del campionato jugoslavo di calcio.
Questa fu la diciannovesima edizione basata su due gironi. Nel girone Ovest (Grupa Zapad) furono incluse le squadre provenienti da Slovenia, Croazia, Bosnia Erzegovina e Voivodina; mentre nel girone Est (Grupa Istok) quelle provenienti da Serbia Centrale, Kosovo, Montenegro e Macedonia. Questa fu la quarta ed ultima edizione con 16 squadre per ogni girone.
Vennero promosse in Prva Liga 1982-1983 le vincitrici dei due gironi. In vista dell'allargamento dell'organico da 32 a 36 compagini previsto per la stagione successiva, retrocessero in terza divisione 4 squadre in totale: le ultime di ogni girone, più altre due dipendentemente dalla area di provenienza delle retrocesse dalla categoria superiore.
Dato che dalla Prva Liga 1981-1982 retrocessero una squadra croata ed una macedone, dalla Druga liga scesero 2 compagini dal girone Ovest e 2 da quello Est.

## Provenienza
| Slovenia                  | Croazia                              | Bosnia Erzegovina                                                                                       | Serbia                                                                   | Serbia | Serbia                         | Montenegro                         | Macedonia |
| Slovenia                  | Croazia                              | Bosnia Erzegovina                                                                                       | Voivodina                                                                | Serbia Centrale | Kosovo                         | Montenegro                         | Macedonia |
| ------------------------- | ------------------------------------ | --- | ------------------------------------------------------------------------ | --- | ------------------------------ | ---------------------------------- | --------- |
| - Rudar Velenje - Svoboda | - Dinamo Vinkovci - GOŠK Jug - Solin | - Borac Banja Luka - Čelik Zenica - Iskra Bugojno - Jedinstvo Bihać - Jedinstvo Brčko - Kozara - Leotar | - AIK Bačka Topola - OFK Kikinda - Proleter Zrenjanin - Spartak Subotica | - Bor - Borac Čačak - Dubočica Leskovac - Galenika Zemun - Napredak Kruševac - Rad Belgrado - Radnički Kragujevac - Sloboda Užice - Timok | - Liria - Priština - FK Trepča | - Mogren - Sutjeska - OFK Titograd | - Pobeda  |

## Girone Ovest

### Profili
```
Dalla 
Slovenska liga
 nessuna squadra è stata promossa: tutte le prime 4 classificate hanno rinunciato.
[
5
]
```

| Squadra          | Città        | Stadio                   | Stagione 1980-81 | Stagione 1980-81         |
| Squadra          | Città        | Stadio                   | Pos.             | Divisione                |
| ---------------- | ------------ | ------------------------ | ---------------- | ------------------------ |
| Borac            | Banja Luka   | Gradski stadion          | 17º              | Prva liga                |
| Iskra Bugojno    | Bugojno      | Stadion Jaklić           | 2º               | Druga liga Ovest         |
| Dinamo Vinkovci  | Vinkovci     | Stadion Mladosti         | 3º               | Druga liga Ovest         |
| Proleter         | Zrenjanin    | Stadion Karađorđev park  | 4º               | Druga liga Ovest         |
| Spartak Subotica | Subotica     | Gradski stadion          | 5º               | Druga liga Ovest         |
| Čelik            | Zenica       | Stadion Bilino Polje     | 6º               | Druga liga Ovest         |
| AIK Bačka Topola | Bačka Topola | Gradski stadion          | 7º               | Druga liga Ovest         |
| Svoboda          | Lubiana      | Športni park Svoboda     | 8º               | Druga liga Ovest         |
| Jedinstvo Brčko  | Brčko        | Stadion "Sedmi april"    | 10º              | Druga liga Ovest         |
| Rudar Velenje    | Velenje      | Mestni stadion ob jezeru | 11º              | Druga liga Ovest         |
| Leotar           | Trebigne     | Stadion Police           | 12º              | Druga liga Ovest         |
| Jedinstvo Bihać  | Bihać        | Stadion pod Borićima     | 13º              | Druga liga Ovest         |
| GOŠK Jug         | Ragusa       | Stadion Lapad            | 14º              | Druga liga Ovest         |
| N.D.             | N.D.         | N.D.                     | N.D.             | Slovenska liga           |
| Solin            | Salona       | Stadion pokraj Jadra     | 1º               | Hrvatska liga            |
| OFK Kikinda      | Kikinda      | Gradski stadion          | 1º               | Vojvođanska liga         |
| Kozara           | B. Gradiška  | Gradski Stadion          | 1º               | Liga Bosne i Hercegovine |

### Classifica
```
Lo 
Svoboda
 si è ritirato durante la pausa invernale. Nell'ultimo turno, a 
Vinkovci
, si è giocato il big-match della stagione: i padroni di casa hanno battuto il 
Čelik Zenica
 per 5−0 e conquistato la promozione
[
6
]
; se avessero pareggiato sarebbe stato promosso lo 
Spartak Subotica
.
```

|  | Pos. | Squadra            | Pt | G  | V  | N | P  | GF | GS | DR  |
|  | ---- | ------------------ | -- | -- | -- | - | -- | -- | -- | --- |
|  | 1.   | Dinamo Vinkovci    | 40 | 29 | 18 | 4 | 7  | 70 | 24 | +46 |
|  | 2.   | Spartak Subotica   | 40 | 29 | 17 | 6 | 6  | 42 | 18 | +24 |
|  | 3.   | Čelik Zenica       | 38 | 29 | 16 | 6 | 7  | 68 | 32 | +36 |
|  | 4.   | Borac Banja Luka   | 34 | 29 | 13 | 8 | 8  | 50 | 26 | +24 |
|  | 5.   | Iskra Bugojno      | 33 | 29 | 13 | 7 | 9  | 38 | 25 | +13 |
|  | 6.   | OFK Kikinda        | 32 | 29 | 13 | 6 | 10 | 38 | 37 | +1  |
|  | 7.   | Leotar             | 30 | 29 | 13 | 4 | 12 | 35 | 40 | −5  |
|  | 8.   | Proleter Zrenjanin | 28 | 29 | 11 | 6 | 12 | 38 | 40 | −2  |
|  | 9.   | Jedinstvo Bihać    | 28 | 29 | 10 | 8 | 11 | 33 | 36 | −3  |
|  | 10.  | AIK Bačka Topola   | 27 | 29 | 11 | 5 | 13 | 37 | 34 | +3  |
|  | 11.  | GOŠK Jug           | 27 | 29 | 10 | 7 | 12 | 27 | 35 | −8  |
|  | 12.  | Kozara             | 27 | 29 | 12 | 3 | 14 | 35 | 45 | −10 |
|  | 13.  | Solin              | 26 | 29 | 11 | 4 | 14 | 44 | 47 | −3  |
|  | 14.  | Jedinstvo Brčko    | 24 | 29 | 9  | 6 | 14 | 29 | 40 | −11 |
|  | 15.  | Rudar Velenje      | 10 | 29 | 3  | 4 | 22 | 15 | 87 | −72 |
|  | 16.  | Svoboda            | 6  | 15 | 1  | 4 | 10 | 7  | 40 | −33 |

Legenda:

      Promossa in Prva Liga 1982-1983.

  Partecipa agli spareggi promozione/retrocessione.

      Retrocessa in terza divisione jugoslava 1982-1983.

      Esclusa dal campionato.
Note:

Due punti a vittoria, uno a pareggio, zero a sconfitta.
In caso di arrivo di due o più squadre a pari punti, la graduatoria viene stilata secondo la differenza reti tra le squadre interessate.

### Risultati
|                    | AIK  | Bor  | Čel  | Din  | GOŠ  | Isk  | Bih  | Brč  | Kik  | Koz  | Leo  | Pro  | Rud  | Sol  | Spa  | Svo  |
| ------------------ | ---- | ---- | ---- | ---- | ---- | ---- | ---- | ---- | ---- | ---- | ---- | ---- | ---- | ---- | ---- | ---- |
| AIK Bačka Topola   | –––– | 1-1  | 0-0  | 3-0  | 2-3  | 0-1  | 1-0  | 3-1  | 1-0  | 2-0  | 5-1  | 1-0  | 1-0  | 1-0  | 0-0  | 4-0  |
| Borac Banja Luka   | 2-0  | –––– | 1-0  | 3-1  | 2-0  | 1-0  | 4-0  | 4-0  | 2-1  | 3-4  | 0-1  | 3-0  | 10-1 | 2-0  | 2-1  | —    |
| Čelik Zenica       | 2-0  | 3-2  | –––– | 2-1  | 2-1  | 2-1  | 2-0  | 3-0  | 8-0  | 5-0  | 3-1  | 4-1  | 7-0  | 3-1  | 2-0  | 7-2  |
| Dinamo Vinkovci    | 2-0  | 3-1  | 5-0  | –––– | 2-0  | 3-1  | 2-0  | 1-0  | 7-0  | 3-0  | 2-0  | 4-2  | 5-0  | 2-1  | 3-1  | 8-0  |
| GOŠK Jug           | 0-0  | 1-1  | 0-0  | 0-3  | –––– | 0-0  | 0-0  | 3-0  | 1-0  | 4-0  | 2-1  | 2-0  | 2-1  | 4-1  | 2-0  | —    |
| Iskra Bugojno      | 3-1  | 2-1  | 2-2  | 2-0  | 2-0  | –––– | 1-1  | 1-0  | 0-0  | 2-0  | 1-0  | 1-1  | 3-0  | 2-0  | 0-1  | 4-0  |
| Jedinstvo Bihać    | 2-0  | 1-1  | 2-1  | 2-1  | 3-0  | 0-0  | –––– | 3-0  | 0-0  | 2-1  | 3-0  | 2-1  | 3-3  | 1-0  | 1-1  | 4-0  |
| Jedinstvo Brčko    | 0-0  | 0-0  | 0-0  | 0-0  | 4-0  | 0-1  | 1-0  | –––– | 2-1  | 4-2  | 3-0  | 1-0  | 3-0  | 5-2  | 1-3  | —    |
| OFK Kikinda        | 1-0  | 2-1  | 1-1  | 0-0  | 1-0  | 3-1  | 1-0  | 2-0  | –––– | 3-0  | 1-0  | 1-0  | 6-0  | 3-0  | 1-2  | —    |
| Kozara             | 1-0  | 0-1  | 3-1  | 1-2  | 3-0  | 1-1  | 3-1  | 1-1  | 1-1  | –––– | 2-0  | 1-0  | 5-0  | 1-0  | 1-0  | —    |
| Leotar             | 4-1  | 1-1  | 1-0  | 1-0  | 0-0  | 2-0  | 2-0  | 2-0  | 2-3  | 4-0  | –––– | 4-1  | 2-1  | 1-1  | 1-0  | —    |
| Proleter Zrenjanin | 3-2  | 0-0  | 1-1  | 1-1  | 1-0  | 3-2  | 4-1  | 3-1  | 2-1  | 1-0  | 1-1  | –––– | 2-0  | 4-1  | 0-0  | —    |
| Rudar Velenje      | 2-5  | 1-1  | 0-5  | 0-7  | 0-2  | 0-3  | 1-1  | 0-1  | 2-1  | 0-1  | 0-1  | 0-2  | –––– | 2-1  | 0-0  | 1-0  |
| Solin              | 4-2  | 1-0  | 5-2  | 3-2  | 4-0  | 2-1  | 1-0  | 4-1  | 0-0  | 3-1  | 1-2  | 2-1  | 3-0  | –––– | 2-3  | —    |
| Spartak Subotica   | 2-1  | 1-0  | 1-0  | 0-0  | 2-0  | 1-0  | 4-0  | 1-0  | 2-1  | 1-0  | 6-0  | 3-0  | 4-0  | 0-0  | –––– | 2-0  |
| Svoboda            | —    | 0-0  | —    | —    | 0-0  | —    | —    | 0-0  | 2-3  | 0-2  | 2-1  | 0-3  | —    | 1-1  | —    | –––– |
| Fonte: rsssf.com   |      |      |      |      |      |      |      |      |      |      |      |      |      |      |      |      |

### Classifica marcatori
| Reti                 | Marcatore          | Squadra          |
| -------------------- | ------------------ | ---------------- |
| 31                   | Sulejman Halilović | Dinamo Vinkovci  |
| 18                   | Dragan Marjanović  | Borac Banja Luka |
| 17                   | Zrilić             | Leotar           |
| 12                   | Mehmed Buza        | Čelik Zenica     |
| 11                   | Dragojević         | Spartak Subotica |
| 11                   | Rade Radulović     | Čelik Zenica     |
| 11                   | Lukić              | AIK Bačka Topola |
| Fonte: sportsport.ba |                    |                  |

## Girone Est

### Profili
| Squadra           | Città             | Stadio                  | Stagione 1980-81 | Stagione 1980-81 |
| Squadra           | Città             | Stadio                  | Pos.             | Divisione        |
| ----------------- | ----------------- | ----------------------- | ---------------- | ---------------- |
| Napredak          | Kruševac          | Stadion Mladost         | 18º              | Prva liga        |
| Galenika Zemun    | Zemun, Belgrado   | Gradski stadion         | 2º               | Druga liga Est   |
| Rad               | Banjica, Belgrado | Stadio Kralj Petar I    | 3º               | Druga liga Est   |
| Sutjeska          | Nikšić            | Stadion kraj Bistrice   | 4º               | Druga liga Est   |
| Radnički 1923     | Kragujevac        | Stadion Čika Dača       | 5º               | Druga liga Est   |
| Borac Čačak       | Čačak             | Stadion kraj Morave     | 6º               | Druga liga Est   |
| FK Trepča         | Titova Mitrovica  | Stadion Trepča          | 7º               | Druga liga Est   |
| Priština          | Priština          | Gradski stadion         | 8º               | Druga liga Est   |
| Sloboda Užice     | Titovo Užice      | Stadion Begluk          | 9º               | Druga liga Est   |
| Bor               | Bor               | Stadion kraj Pirita     | 10º              | Druga liga Est   |
| Dubočica Leskovac | Leskovac          | Gradski stadion         | 11º              | Druga liga Est   |
| OFK Titograd      | Titograd          | Stadion Cvijetni Brijeg | 12º              | Druga liga Est   |
| Timok             | Zaječar           | Stadion Kraljevica      | 1º               | Srpska liga      |
| Mogren            | Budua             | Stadion Lugovi          | 1º               | Crnogorska liga  |
| Liria             | Prizren           | Stadion Porparim Tači   | 1º               | Kosovska liga    |
| Pobeda            | Prilep            | Stadion Goce Delčev     | 1º               | Makedonska liga  |

### Classifica
|  | Pos. | Squadra             | Pt | G  | V  | N  | P  | GF | GS | DR  |
|  | ---- | ------------------- | -- | -- | -- | -- | -- | -- | -- | --- |
|  | 1.   | Galenika Zemun      | 43 | 30 | 18 | 7  | 5  | 56 | 20 | +36 |
|  | 2.   | FK Trepča           | 37 | 30 | 15 | 7  | 8  | 48 | 34 | +14 |
|  | 3.   | Timok               | 33 | 30 | 13 | 7  | 10 | 34 | 32 | +2  |
|  | 4.   | Sloboda Užice       | 32 | 30 | 12 | 8  | 10 | 28 | 32 | −4  |
|  | 5.   | Sutjeska            | 32 | 30 | 12 | 8  | 10 | 30 | 36 | −6  |
|  | 6.   | Bor                 | 31 | 30 | 10 | 11 | 9  | 36 | 24 | +12 |
|  | 7.   | Rad Belgrado        | 31 | 30 | 11 | 9  | 10 | 37 | 32 | +5  |
|  | 8.   | Napredak Kruševac   | 30 | 30 | 10 | 10 | 10 | 34 | 33 | +1  |
|  | 9.   | Priština            | 28 | 30 | 10 | 8  | 12 | 36 | 32 | +4  |
|  | 10.  | Borac Čačak         | 28 | 30 | 10 | 8  | 12 | 29 | 27 | +2  |
|  | 11.  | Radnički Kragujevac | 28 | 30 | 11 | 6  | 13 | 37 | 38 | −1  |
|  | 12.  | Liria               | 27 | 30 | 8  | 11 | 11 | 29 | 36 | −7  |
|  | 13.  | Dubočica Leskovac   | 27 | 30 | 9  | 9  | 12 | 21 | 39 | −18 |
|  | 14.  | OFK Titograd        | 26 | 30 | 10 | 6  | 14 | 36 | 46 | −10 |
|  | 15.  | Mogren              | 24 | 30 | 9  | 6  | 15 | 22 | 44 | −22 |
|  | 16.  | Pobeda              | 23 | 30 | 8  | 7  | 15 | 36 | 44 | −8  |

Legenda:

      Promossa in Prva Liga 1982-1983 e qualificata alla Coppa Mitropa 1982-1983.

  Partecipa agli spareggi promozione/retrocessione.

      Retrocessa in terza divisione jugoslava 1982-1983.

      Esclusa dal campionato.
Note:

Due punti a vittoria, uno a pareggio, zero a sconfitta.
In caso di arrivo di due o più squadre a pari punti, la graduatoria viene stilata secondo la differenza reti tra le squadre interessate.

### Risultati
|                     | Bor  | Čač  | Dub  | Gal  | Lir  | Mog  | Nap  | Pob  | Pri  | Rad  | Kra  | Slo  | Sut  | Tim  | Tit  | Tre  |
| ------------------- | ---- | ---- | ---- | ---- | ---- | ---- | ---- | ---- | ---- | ---- | ---- | ---- | ---- | ---- | ---- | ---- |
| Bor                 | –––– | 2-0  | 5-1  | 1-2  | 0-0  | 2-0  | 1-1  | 4-0  | 1-0  | 3-3  | 0-1  | 1-1  | 3-0  | 1-0  | 1-0  | 1-2  |
| Borac Čačak         | 0-3  | –––– | 3-0  | 1-0  | 1-3  | 5-0  | 2-1  | 2-1  | 0-1  | 1-0  | 0-0  | 0-0  | 3-0  | 4-0  | 1-0  | 1-2  |
| Dubočica Leskovac   | 0-0  | 0-0  | –––– | 0-0  | 1-0  | 0-0  | 1-0  | 2-1  | 3-2  | 1-0  | 1-0  | 2-0  | 1-0  | 0-0  | 2-1  | 1-2  |
| Galenika Zemun      | 2-1  | 2-1  | 2-0  | –––– | 4-0  | 4-0  | 2-0  | 3-1  | 3-1  | 2-0  | 6-1  | 3-0  | 0-0  | 0-0  | 5-0  | 3-1  |
| Liria               | 1-1  | 0-0  | 2-0  | 1-1  | –––– | 3-0  | 2-2  | 0-0  | 1-0  | 1-5  | 1-0  | 0-0  | 0-0  | 2-0  | 4-2  | 1-2  |
| Mogren              | 0-0  | 3-1  | 1-0  | 0-2  | 1-1  | –––– | 1-0  | 1-0  | 1-0  | 0-1  | 1-1  | 0-1  | 2-1  | 3-1  | 1-0  | 3-2  |
| Napredak Kruševac   | 0-0  | 1-0  | 0-0  | 1-0  | 2-0  | 3-1  | –––– | 0-0  | 1-1  | 1-0  | 2-0  | 1-0  | 5-1  | 2-1  | 2-2  | 3-0  |
| Pobeda              | 1-0  | 0-0  | 1-1  | 0-3  | 2-0  | 4-0  | 0-0  | –––– | 1-3  | 2-0  | 4-1  | 3-1  | 3-1  | 1-2  | 4-0  | 0-0  |
| Priština            | 0-1  | 2-0  | 3-0  | 2-0  | 1-1  | 0-0  | 2-1  | 3-0  | –––– | 2-2  | 0-0  | 1-1  | 2-0  | 0-1  | 2-2  | 3-1  |
| Rad Belgrado        | 1-1  | 0-0  | 2-0  | 1-1  | 2-1  | 1-0  | 1-0  | 2-2  | 2-0  | –––– | 3-1  | 0-0  | 0-0  | 3-1  | 4-1  | 1-0  |
| Radnički Kragujevac | 2-0  | 0-0  | 2-0  | 1-1  | 2-1  | 3-0  | 5-1  | 1-0  | 1-2  | 2-0  | –––– | 3-0  | 0-1  | 2-0  | 2-0  | 1-1  |
| Sloboda Užice       | 0-0  | 0-2  | 4-1  | 1-2  | 1-2  | 2-1  | 3-2  | 2-1  | 1-0  | 2-1  | 1-0  | –––– | 1-0  | 2-0  | 1-1  | 1-0  |
| Sutjeska            | 1-0  | 1-0  | 1-1  | 3-1  | 1-0  | 1-0  | 1-1  | 3-2  | 2-1  | 1-0  | 2-1  | 2-0  | –––– | 2-2  | 2-3  | 1-0  |
| Timok               | 2-1  | 3-0  | 1-1  | 1-0  | 3-1  | 1-0  | 1-1  | 3-1  | 2-0  | 0-0  | 4-1  | 2-0  | 0-0  | –––– | 1-0  | 1-0  |
| OFK Titograd        | 2-1  | 1-1  | 2-1  | 0-1  | 0-0  | 1-1  | 1-0  | 4-0  | 1-0  | 2-1  | 3-1  | 1-2  | 3-1  | 1-0  | –––– | 0-1  |
| FK Trepča           | 1-1  | 1-0  | 4-0  | 1-1  | 2-0  | 3-1  | 4-0  | 2-1  | 2-2  | 4-1  | 3-2  | 0-0  | 1-1  | 3-1  | 3-2  | –––– |
| Fonte: rsssf.com    |      |      |      |      |      |      |      |      |      |      |      |      |      |      |      |      |

### Classifica marcatori
| Reti                 | Marcatore | Squadra        |
| -------------------- | --------- | -------------- |
| 19                   | Santrač   | Galenika Zemun |
| 17                   | Vučinić   | Rad Belgrado   |
| 15                   | Juniku    | Trepča         |
| 13                   | Vokri     | Priština       |
| 12                   | Rovčanin  | Sloboda Užice  |
| 12                   | Stanić    | OFK Titograd   |
| Fonte: sportsport.ba |           |                |

## In Coppa di Jugoslavia
La squadra di Druga Liga che ha fatto più strada è il Galenika Zemun che ha raggiunto le semifinali.